# Giacomo Caputo

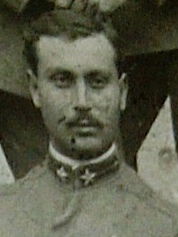
Giacomo Caputo

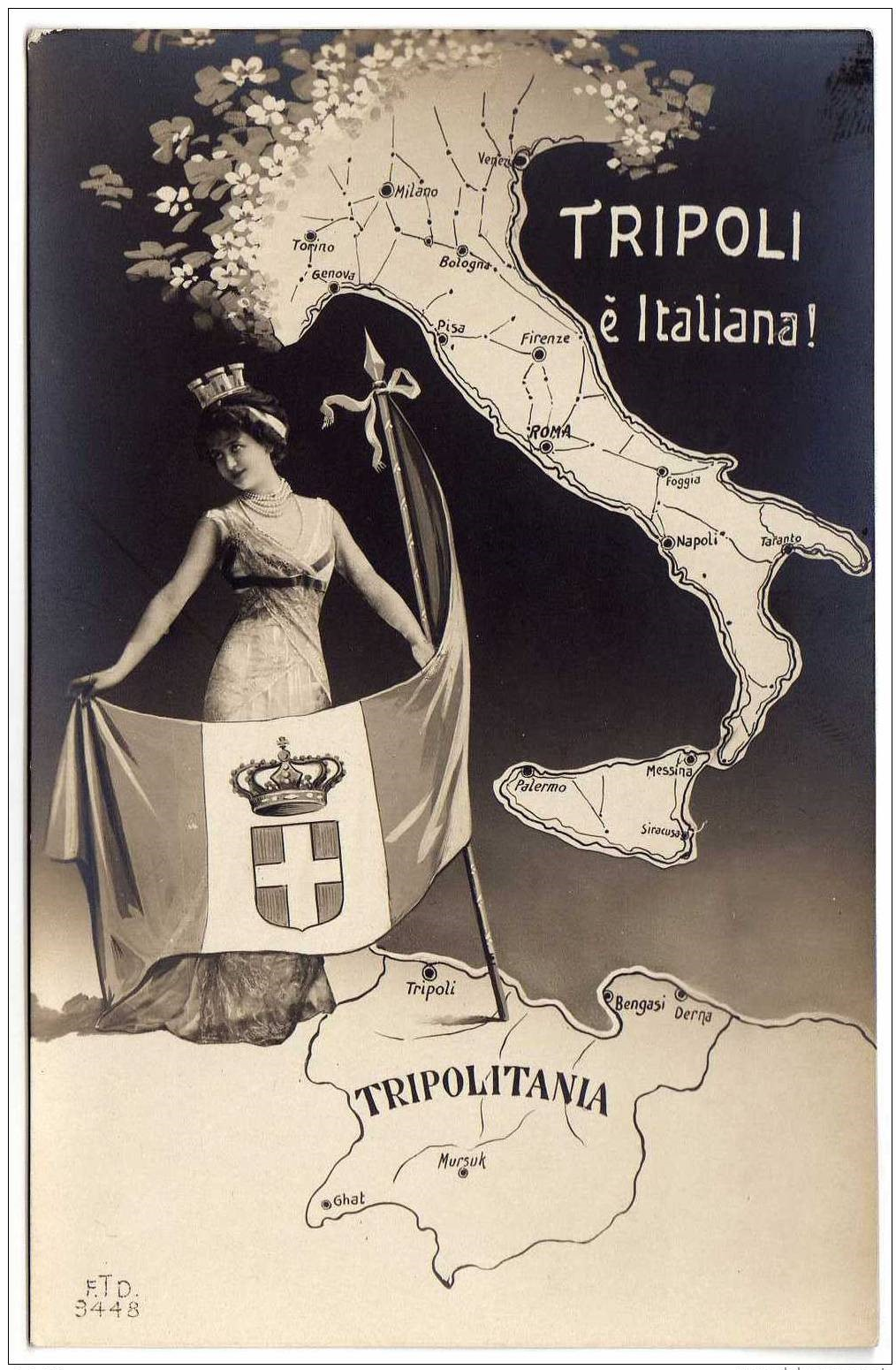
Italiaans poster over de verovering van Tripolitanië

Giacomo Caputo (Galatone, 27 juli 1892 – Catania, 17 juni 1936) was een militair in het Koninklijk Leger van het koninkrijk Italië. Hij vocht in de Italiaans-Turkse Oorlog, ook bekend als de Tripolitaanse Oorlog (1911-1912), en vocht nadien in de Eerste Wereldoorlog (1915-1918).

## Levensloop
Caputo groeide op in de Apulische provincie Lecce, in Galatone. Toen hij 17 jaar was ging hij als vrijwilliger in het leger. Hij kreeg de rang van sergeant in 1911. Datzelfde jaar ontscheepte hij voor de veroveringsoorlog van Libië. Caputo vocht eerst in de stad Benghazi en nadien in de kleinere stad Benina. In de vlakte tussen Benghazi en Benina had Caputo het bevel over een kamp. Op 22 december 1911 ’s avonds vielen Ottomaanse troepen bij verrassing zijn kamp aan. Caputo was gewond in het gezicht en kon niet meer vuren. Hij bleef zijn manschappen bevelen en aanvuren; gewond strompelde hij rond om aan eenieder munitie te bezorgen. De Ottomanen trokken zich terug. Voor deze heldenmoed reikte koning Victor Emanuel III hem de Gouden medaille voor Dapperheid uit (1913).
Caputo herstelde volledig van zijn verwondingen in Italië. Hij gaf les lichamelijke opvoeding. 
Bij het uitbreken van de Eerste Wereldoorlog vocht Caputo opnieuw, ditmaal aan het Italiaans-Oostenrijkse front.
Caputo stierf later in Catania op Sicilië (1936). Hij werd met militaire eer begraven op de Begraafplaats van Verano in Rome.